# Трофенсе
«Трофенсе» (порт. Clube Desportivo Trofense) — португальський футбольний клуб з міста Трофа, заснований 1930 року. Виступає у Сегунда-Ліга Португалії. Домашні матчі проводить на однойменному стадіоні, який вміщує 5 076 глядачів.

## Історія
Перша футбольна команда у місті Трофа з'явилася в 1927 році. Юнаки грали на стадіоні «Кампу де Капела». У березні 1929 року на тому ж полі почала проводити матчі новостворена команда «Трофа», яка, втім, не пройшла акредитацію через відсутність власного стадіону. Тому створення «Трофенсе» 28 вересня 1930 року тісно пов'язане з відкриттям у жовтні того ж року нової арени «Катулу», на якій почав грати новий клуб. 
В сезоні 2005/06 команда здобула право виступати у Сегунда-Лізі. У кампанії 2007/08, фінішувавши на 11-му місці у попередньому сезоні, команда зайняла друге місце у Сегунді і вперше оформила вихід у Прімейра-Лігу. За підсумками наступного сезону, попри історичну перемогу вдома над «Бенфікою» 2:0 та нічию з «Порту» на виїзді 0:0, футбольний клуб «Трофенсе» покинув вищий дивізіон.